# Cyclamen balearicum
Cyclamen balearicum är en viveväxtart som beskrevs av Heinrich Moritz Willkomm. Cyclamen balearicum ingår i släktet cyklamensläktet, och familjen viveväxter. Inga underarter finns listade i Catalogue of Life. Balearcyklamen är en av de spädare arterna i släktet, med smala vita kronblad. . Tidigare troddes arten vara endemisk för Balearerna men har sedan dess hittats även i södra Frankrike. Balearcyklamen doftar mycket sött och blommar på våren.

## Bildgalleri

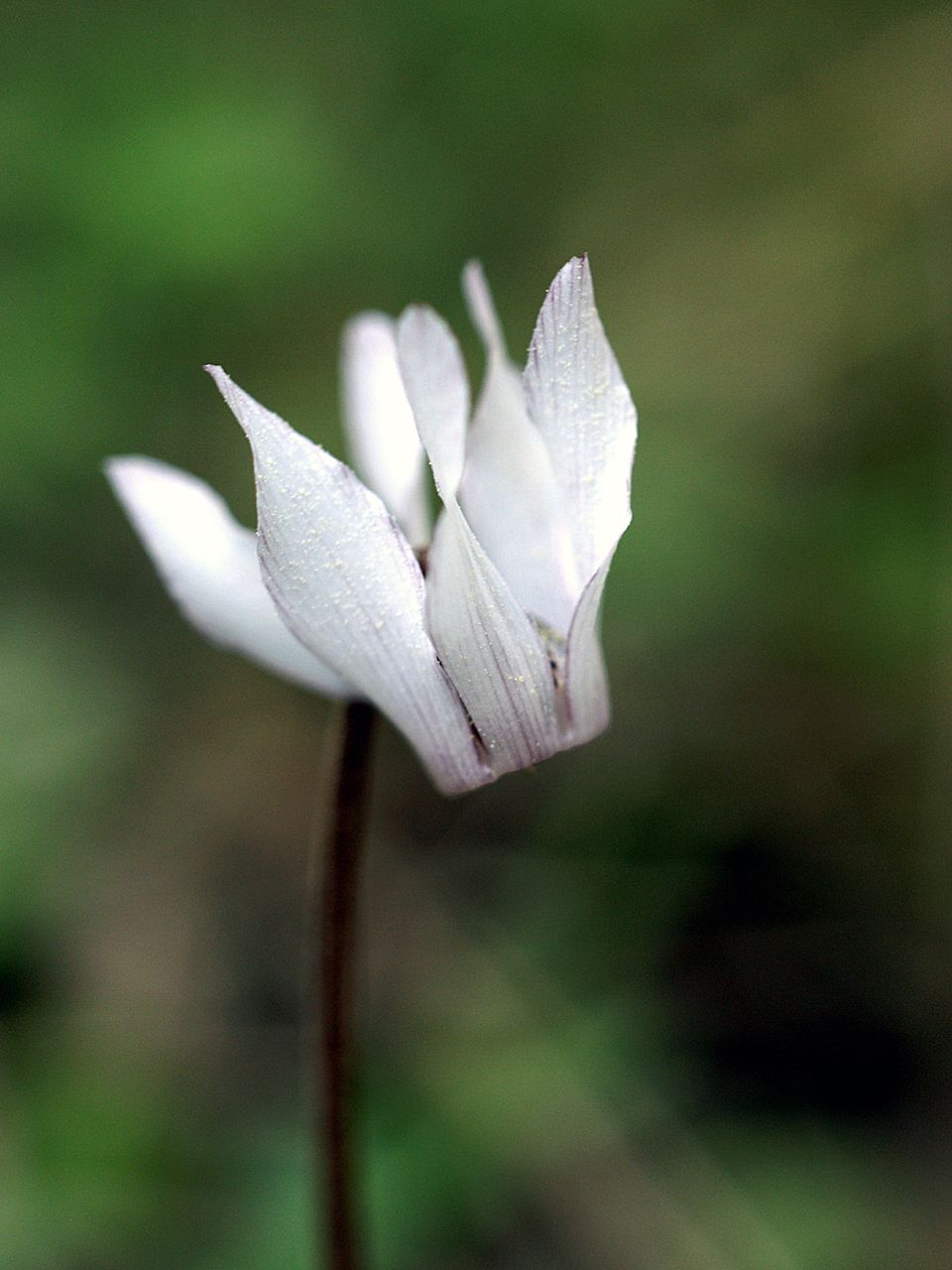
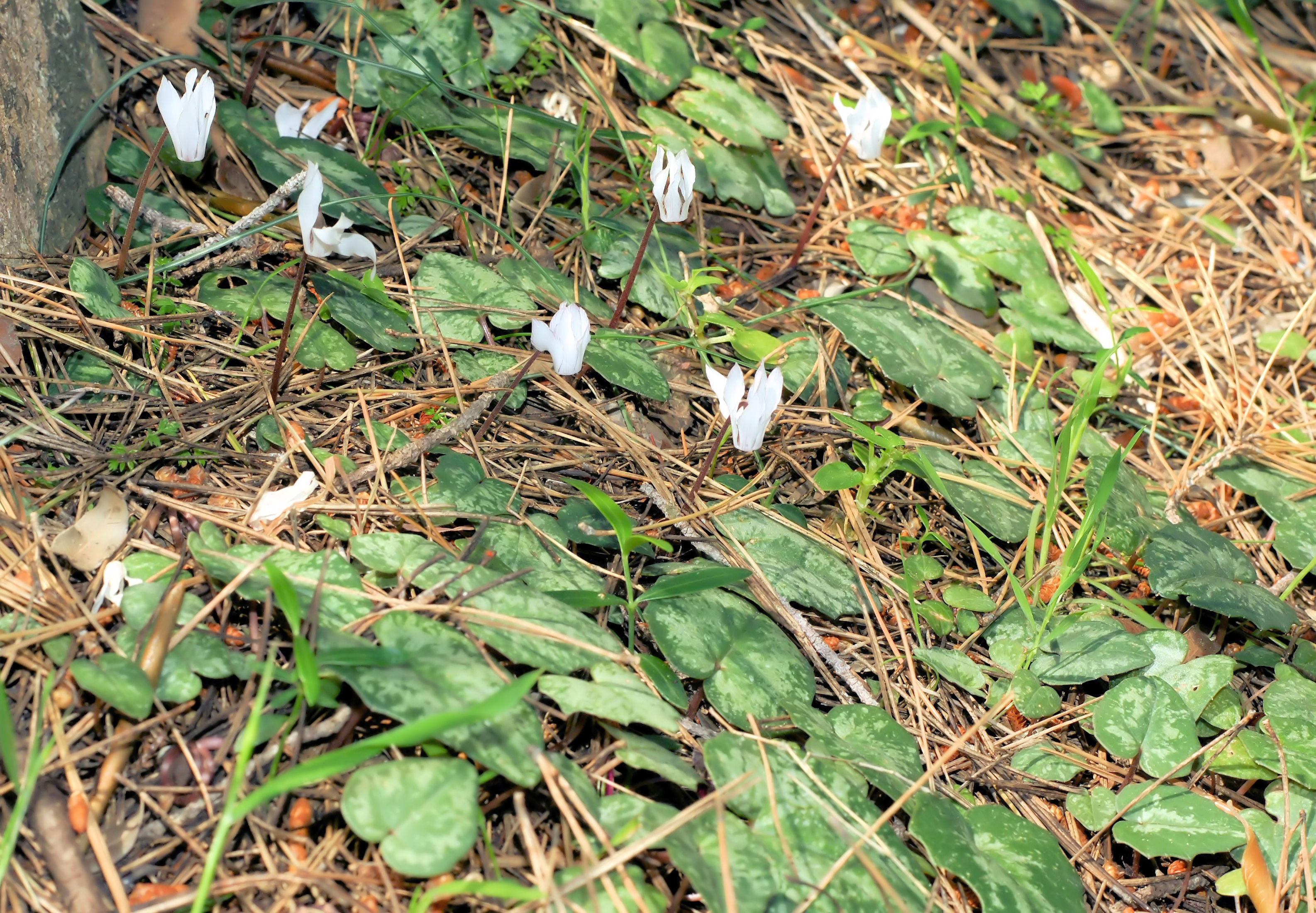
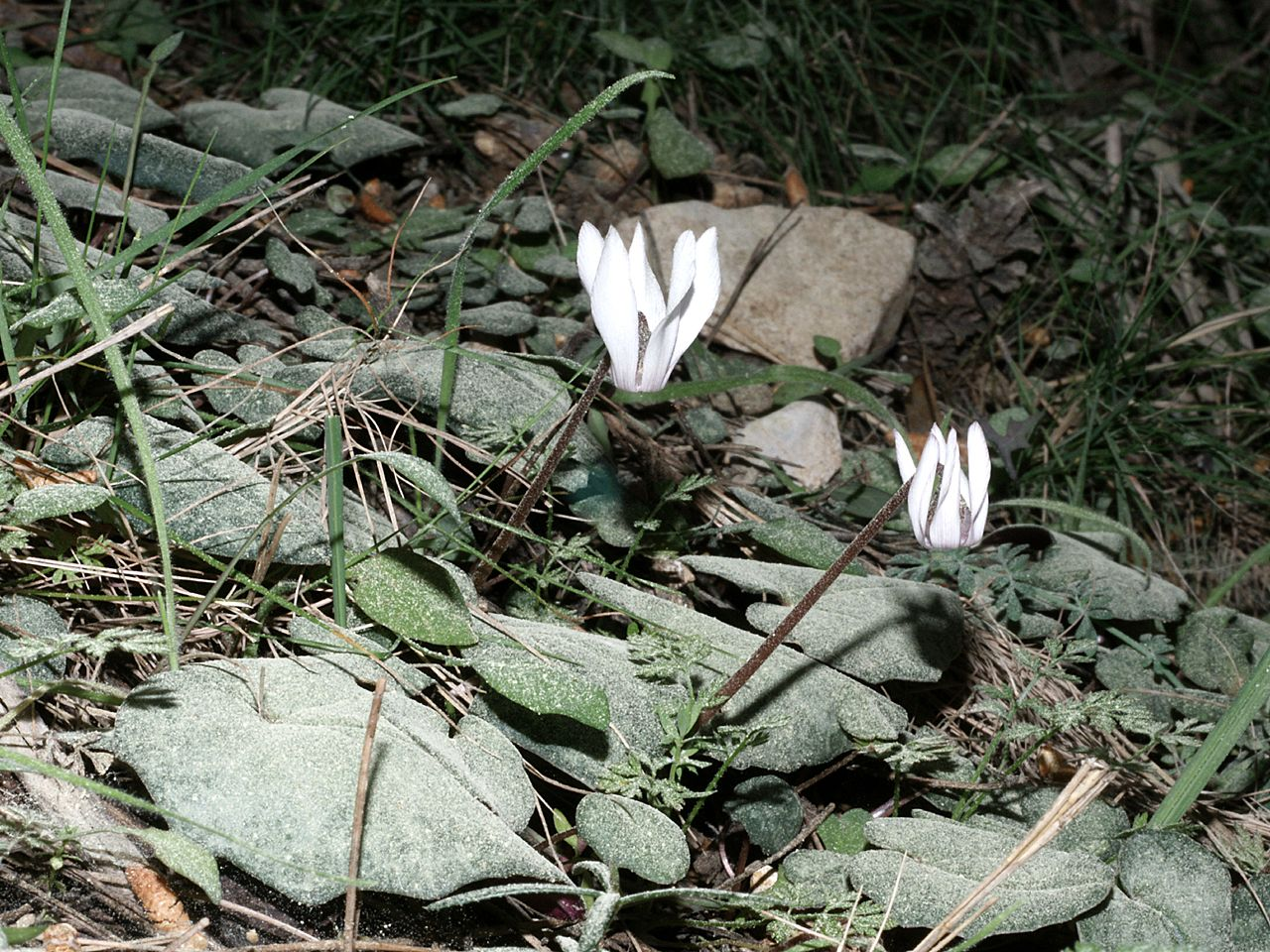
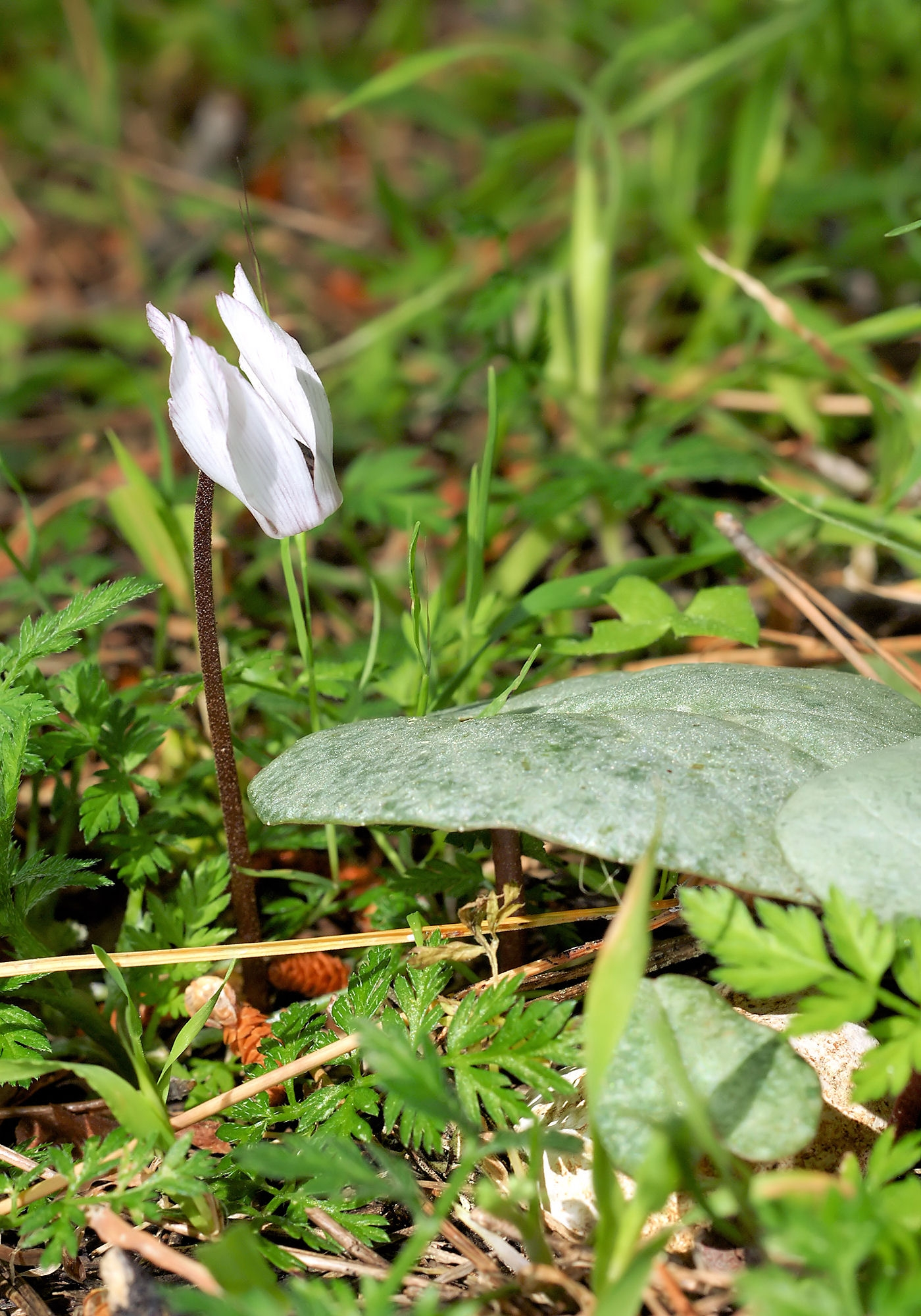
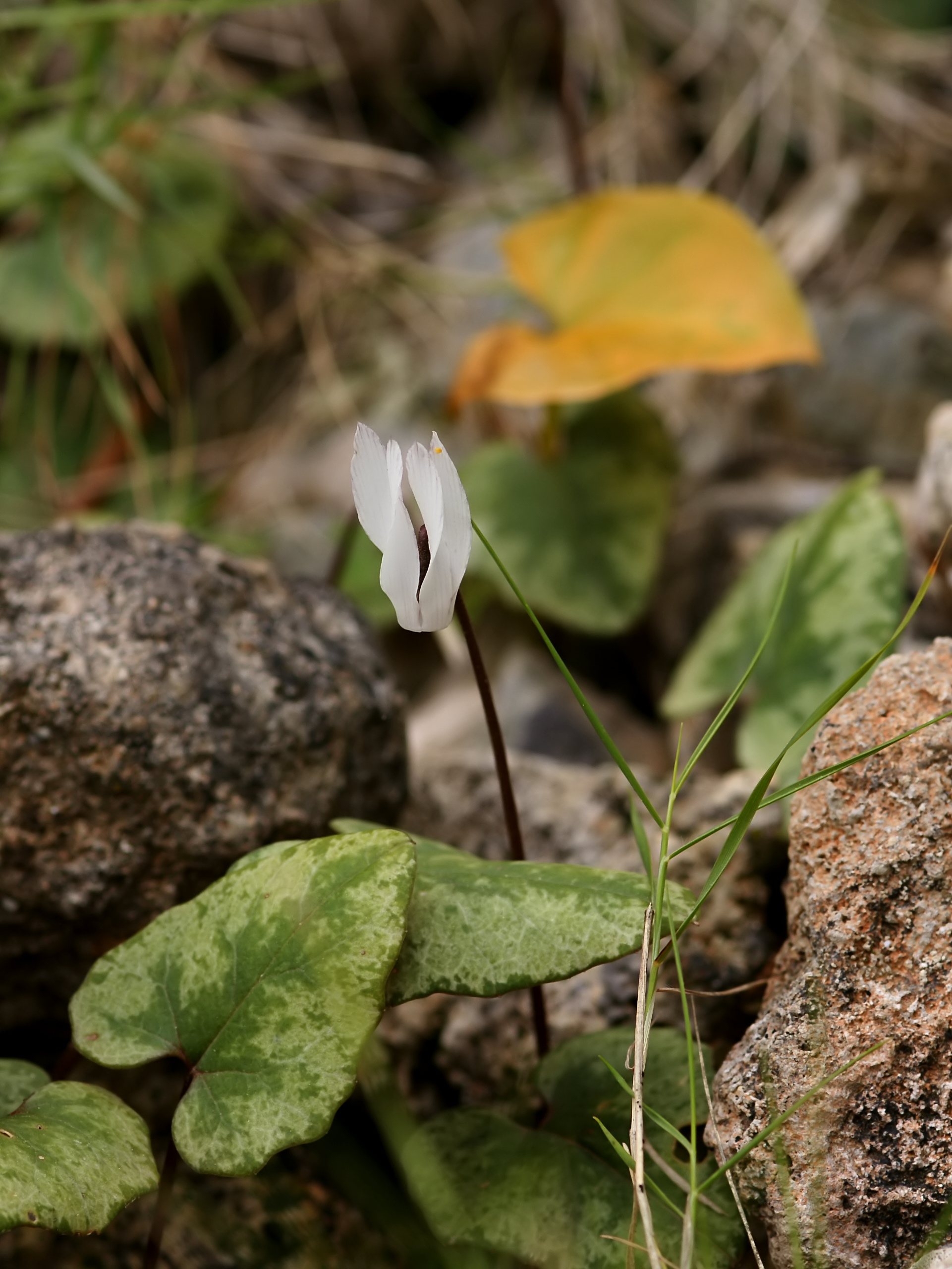
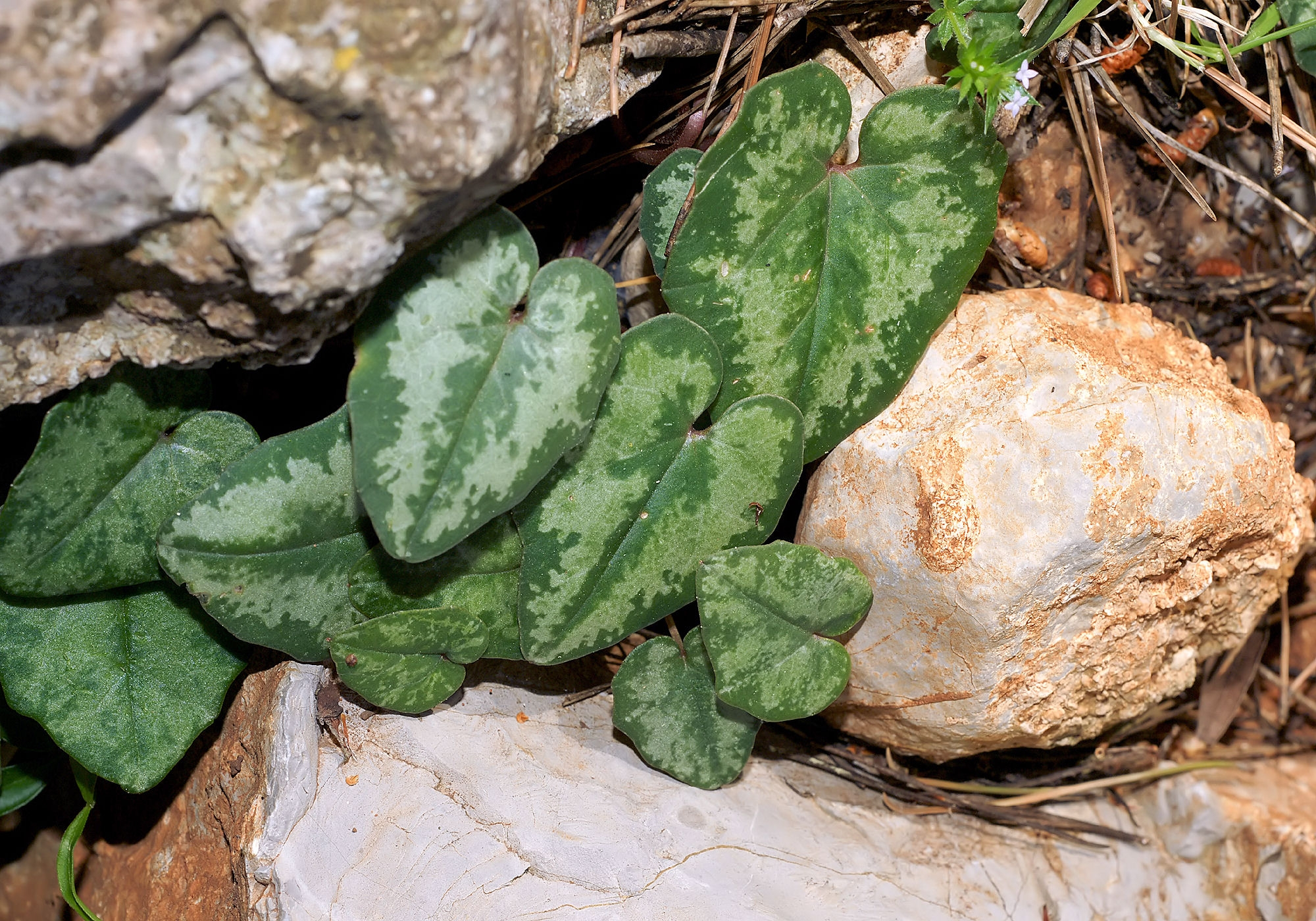